# Cirilo de Jerusalém
Cirilo de Jerusalém foi o bispo da Igreja de Jerusalém, em sucessão ao bispo Máximo III, entre 350 e 386, com várias interrupções por conta da controvérsia ariana. Ele é venerado como santo pela Igreja Católica, Igreja Ortodoxa e pela Comunhão Anglicana. Em 1883, Cirilo foi declarado Doutor da Igreja pelo papa Leão XIII.
Sua obra-prima foram as "Aulas Catequéticas", que tinham por objetivo educar os catecúmenos que se juntavam ao cristianismo, de grande importância para o entendimento do método de ensino e das práticas litúrgicas utilizados na época, provavelmente o mais completo registro do tipo ainda existente.

## Vida
Pouco se sabe sobre sua vida antes do episcopado e a data de seu nascimento varia entre 313 e 315. De acordo com Butler, Cirilo nasceu na cidade de Jerusalém ou perto dali e aparentemente foi educado tanto nas obras dos Padres da Igreja quanto na dos filósofos pagãos.
Cirilo foi ordenado diácono pelo bispo Macário de Jerusalém em 335 e padre oito anos mais tarde pelo bispo Máximo III. No fim de 350, ele o sucedeu na Sé de Jerusalém.[a][b].

## Episcopado
Logo depois de sua ascensão, Cirilo, em sua "Carta a Constâncio" de 351, relata a aparição de uma cruz luminosa no céu acima do Gólgota, presenciada por toda população de Jerusalém (a Igreja Ortodoxa Grega comemora este milagre no dia 7 de maio). Embora atualmente a autenticidade desta carta tenha sido questionada, principalmente por conta da utilização da palavra homoousios na benção final, muitos acadêmicos acreditam que este trecho especificamente pode ser uma interpolação posterior e aceita a autenticidade do resto com base em diversas outras evidências internas.
O relacionamento entre o metropolitano Acácio de Cesareia e Cirilo rapidamente azedou. O motivo, segundo historiadores ortodoxos, era que Acácio seria um dos líderes arianos na região. Sozomeno sugere ainda que a tensão pode ter aumentado pela inveja do metropolitano em relação à importância atribuída à sé de Cirilo pelo Concílio de Niceia (325), que passou a representar uma ameaça à posição de Cesareia como a principal sé da região, ao que se juntava ainda a crescente popularidade de Jerusalém como centro de peregrinação.

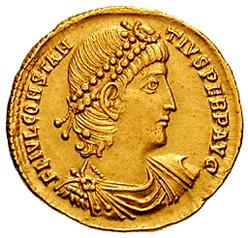
Soldo de Constâncio II. Ariano, Constâncio baniu Cirilo novamente em 360.

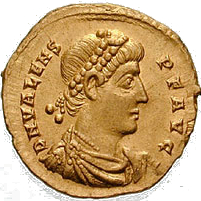
Soldo de Valente, outro adversário de Cirilo, baniu-o em 367.

Acácio acusou Cirilo de vender propriedades da Igreja. Segundo os historiadores Sozomeno e Teodoreto, a cidade de Jerusalém vinha sofrendo de uma drástica redução dos estoques de comida e "Cirilo secretamente vendeu ornamentos da igreja e um valioso manto sagrado decorado com fios de ouro que o imperador Constantino havia doado para que o bispo vestisse quando estivesse realizando o ritual do batismo".
Por dois anos, Cirilo resistiu às convocações de Acácio para explicar seus motivos até que um concílio convocado por influência do metropolitano em 357 o depôs in absentia (acusando-o formalmente de vender propriedades da Igreja para ajudar os pobres) e lhe impôs um retiro forçado na cidade de Tarso, na Cilícia. No ano seguinte (359), quando a situação de Acácio se deteriorou, o Concílio de Selêucia reinstalou Cirilo e depôs Acácio. Em 360, Constâncio II reverteu a decisão[c] e Cirilo teve que enfrentar mais um ano no exílio até que o novo imperador, o pagão Juliano, lhe permitisse voltar.
Cirilo foi novamente banido de sua sé pelo imperador ariano Valente em 367. Ele conseguiu retornar novamente quando Graciano assumiu o trono em 378 e, desta vez, permaneceu no trono até sua morte em 386; A jurisdição de Cirilo sobre Jerusalém foi expressamente confirmada pelo Concílio de Constantinopla (381), no qual ele esteve presente. Durante os trabalhos, Cirilo votou pela aceitação do termo "homoousios", finalmente se convencendo que não havia alternativa melhor. Sua história é, provavelmente, o melhor exemplo da trajetória dos bispos orientais (talvez a maioria), que inicialmente desconfiavam das decisões de Niceia, mas que acabaram aceitando a doutrina nicena e e também a do homoosion.

## Teologia

### Controvérsia ariana
Embora sua teologia fosse inicialmente algo indefinida na fraseologia, Cirilo aderiu completamente à ortodoxia de Niceia. Ainda que ele evitasse o termo homoousios, Cirilo expressou seu sentido em muitas passagens, que excluem igualmente acusações de patripassianismo, sabelianismo e a fórmula "houve um tempo em que o Filho não existia", atribuída à Ário. Em outros pontos, ele compartilha do entendimento comum dos padres do oriente, como a sua ênfase no livre-arbítrio e no autexousion (em grego: αὐτεξούσιον); e no fato de ele não ter percebido perfeitamente algo que era muito mais evidenciado no ocidente: o pecado. Para Cirilo, o pecado é a consequência da liberdade, não uma condição natural (pecado original). Para ele, o corpo não é causa, mas instrumento do pecado e o remédio é o arrependimento, objeto de sua insistência.
Como muitos dos padres do oriente, Cirilo tem uma concepção essencialmente moralista do cristianismo. Sua doutrina da ressurreição não é tão realista como a de outros padres da Igreja, mas a sua concepção da Igreja é definitivamente empírica: a forma existente da Igreja católica ("universal") seria a verdadeira, desejada por Cristo, a realização da Igreja do Antigo Testamento. Sua doutrina sobre a Eucaristia é disputada. Se ele às vezes parece se aproximar do ponto de vista simbólico, em outros momentos chega muito perto de uma forte doutrina realista. O pão e o vinho não são para ele simplesmente elementos simbólicos, mas o corpo e sangue de Cristo.

### Catequeses
As famosas vinte e três aulas de Cirilo, destinadas aos catecúmenos de Jerusalém que se preparavam para o batismo, chamadas por isso de catequeses (kατηχήσεις), são melhor apreciadas quando divididas em duas partes: as primeiras dezoito são geralmente conhecidas como "Aulas Catequéticas", "Orações Catequéticas ou "Homilias Catequéticas" e as cinco últimas, como "Catequeses Mistagógicas" (μυσταγωγικαί), chamadas assim por tratarem dos "mistérios" (μυστήρια), ou seja, os sacramentos do batismo, da confirmação e da eucaristia;
Assume-se geralmente que as "Aulas Catequéticas", com base em evidências limitadas, teriam sido compostas ou ainda nos primeiros anos do episcopado de Cirilo (por volta de 350) ou em 348, quando Cirilo era ainda um sacerdote representando seu bispo, Máximo[d]. Elas foram ministradas no Martyrion, a basílica construída pelo próprio Constantino. Elas trazem instruções sobre os principais tópicos da fé e da prática cristã de maneira mais popular do que científica, cheias de exemplos de caloroso amor e cuidados pastorais pelos catecúmenos, o público a quem elas se destinavam. Cada aula baseia-se num texto das Escrituras e há abundantes citações bíblicas por todo o texto. Nas "Aulas Catequéticas", em linha com a exposição do Credo típico de Jerusalém na época, aparecem vigorosas polêmicas contra pagãos, judeus e erros heréticos. Elas são de grande importância para o entendimento do método de ensino e das práticas litúrgicas geralmente utilizados na época, provavelmente o mais completo registro sobrevivente.
Temas importantes nas aulas são o pecado original e o sacrifício de Jesus para redenção de nossos pecados. Elas tratam também do sepultamento e ressurreição três dias depois como prova da divindade de Jesus e da natureza amorosa do Pai. Cirilo defendia firmemente que Jesus morreu de conhecimento e vontade plena. Não apenas ele se ofereceu, mas durante todo o processo manteve sua fé e perdoou todos os que o traíram e participaram de sua execução ("que não pecou e nem mentiu aquele que, quando insultado, não insultou; quando sofreu, não ameaçou"). Este trecho demonstra sua crença no desprendimento de Jesus, especialmente durante seu ato final de amor. Esta aula também apresenta uma espécie de insight sobre o que Jesus poderia estar sentido durante sua execução, dos chicoteamentos e surras até a coroa de espinhos e daí aos pregos na cruz. Cirilo intercala a história com mensagens que Jesus proferiu durante sua vida que se relacionavam com este ato final. Cirilo, por exemplo, escreve "Eu entreguei minhas costas aos que me batiam e minhas bochechas, aos socos; e minha face não escondi da vergonha das cusparadas", uma alusão clara ao ensinamento de Jesus sobre oferecer a outra face.
Tem havido considerável controvérsia sobre a data e a autoria das "Catequeses Mistagógicas",  que alguns estudiosos atribuem ao sucessor de Cirilo como bispo de Jerusalém, João II. Muitos estudiosos atualmente consideram que estas catequeses foram de fato escritas por Cirilo, mas nas décadas de 370 ou 380 e não imediatamente depois das "Aulas Catequéticas".
De acordo com a peregrina hispânica Egéria, estas "Catequeses Mistagógicas" eram ministradas aos recém-batizados na Igreja da Anastasis durante a Semana da Páscoa.

### Escatologia
Cirilo identifica os "quatro grandes animais" de Daniel 7:3 e versículos seguintes como reinos na terra, descritos assim: "Pois como o primeiro reino de renome foi o dos assírios e o segundo, o dos medos e persas (Império Aquemênida) juntos; e, depois destes, o dos macedônios foi o terceiro e, assim, o quarto reino atual é o dos romanos". Ele continua afirmando que o quarto seria "um quarto reino sobre a terra que iria ultrapassar todos os reinos. E que este reino é o dos romanos tem sido a tradição dos intérpretes da Igreja".
Cirilo ensinava que o "chifre pequenino" (Daniel 7:8), que arrancou três dos dez chifres do quarto animal, era o anticristo que estava prestes a chegar: "Ascenderão juntos dez reis dos romanos, talvez reinando em lugares diferentes, mas todos ao mesmo tempo; e, depois destes, um décimo primeiro, o anticristo, que, por meio de sua magia, tomará o poder romano e enganará tanto judeus quanto gentios; e, dos reis que reinaram antes dele, três se submeterão e os demais sete ele subjugará". Então, depois de três anos e meio, o anticristo será morto durante a Segunda Vinda de Cristo.
Ele afirmou ainda que, já no tempo dele, "anticristos" - heréticos disfarçados - estavam nas igrejas e clamou para que seus ouvintes se preparassem para a possível chegada iminente do anticristo na Igreja.
Ao discutir a imagem de Nabucodonosor II em Daniel 2 e a "rocha cortada da montanha" (Daniel 2:34), diz Cirilo: "E na época daqueles reinos, o Deus dos céus estabelecerá um reino que jamais será destruído e seu reino não será deixado para outros povos". Este reino (a "rocha"), que suplantará os reinos da terra, ainda não foi estabelecido segundo Cirilo e será o futuro reino de Cristo, que não terá mais fim.
Cirilo utilizou o princípio do dia-ano para interpretar as sessenta e nove semanas em Daniel 9 (as sessenta e duas mais sete em Daniel 9:25). Fazendo uso das Olimpíadas, como já havia feito Eusébio, ele calculou um período de tempo que se estendia da restauração do Templo, no sexto ano de Dario até a época de Herodes, quando Jesus nasceu.
Ele esperava a Segunda Vinda de Jesus com a mesma certeza com que afirmava a primeira: "Em sua vinda anterior, Ele foi enfaixado na manjedoura; em Sua segunda, ele se cobrirá de luz. Em sua primeira vinda, Ele suportou a cruz, desprezando a vergonha; em Sua segunda, Ele será atendido por uma corte de anjos, recebendo a glória. Portanto, não acreditamos apenas em Sua primeira vinda, mas esperamos também pela Sua segunda". Ele esperava a Segunda Vinda que acabaria com este mundo e criaria um novo, totalmente refeito. Cirilo esperava ainda ressuscitar se ela acontecesse depois de sua morte.